# Ansatzfunktion

Beispiel einer Ansatzfunktion

Ansatzfunktionen sind Funktionen, die in der Mathematik zur Approximation eines Funktionenraums durch einen Funktionenraum niedrigerer Dimension verwendet werden. Sie kommen insbesondere in der numerischen Mathematik zum Einsatz, wo sie zur näherungsweisen Darstellung von Funktionen verwendet werden. 

## Hutfunktion
Diese haben die Eigenschaft, an exakt einem Punkt den Funktionswert {\displaystyle 1}, bei allen anderen diskreten Punkten den Funktionswert {\displaystyle 0} zu besitzen. Sie spielen eine wichtige Rolle bei Finite-Elemente-Verfahren. 
In der einfachsten Form verläuft eine solche Funktion zwischen den Punkten linear, die dadurch erzeugte Form entspricht einem gleichschenkligen Dreieck. Die Definition für das oben gezeigte Beispiel lautet wie folgt:
{\displaystyle \varphi (x)=\max(1-\left|x\right|,0).}
Wobei {\displaystyle \max(\cdot ,\cdot )} die Maximumsfunktion und {\displaystyle \left|\cdot \right|} die Betragsfunktion darstellt.